# 渋谷直角
渋谷 直角（しぶや ちょっかく、1975年5月12日 - ）は、日本のライター、漫画家、コラムニスト。

## 人物・経歴
東京都練馬区出身。“直角” という名前は、小山ゆうの漫画『おれは直角』から名付けられた本名である。
父親はイラストレーターとして創刊当時の『Hanako』などで仕事をしていた。母親とはセツ・モードセミナーで出会った。そうした家庭環境で育ったため、和田誠や原田治、湯村輝彦、安西水丸といった80年代に注目されていたイラストレーターの作品に幼少期から触れていた。
中学生の頃から友人たちと同人誌を制作し、漫画や文章を描いていた。1996年、美術専門学校在学中、マガジンハウス編集部でアルバイトを始める。翌1997年雑誌『relax』でライターデビュー。2000年からはライターのみならず『リラックスボーイ』というマンガも連載していた。
その後『relax』のリニューアルにより同誌を卒業。ライターを続けながら個人ブログなどで活動していた際に古本のフリーマーケットで販売したZINE漫画『カフェでよくかかっているJ-POPのボサノヴァカバーを歌う女の一生』がたちまち話題となり単行本化。サブカルチャーにのめり込んで自意識ばかり肥大したまま大人になった人々を描いた連作短編集で、単なるコミュニケーションツールと化したサブカルチャーの問題をえぐり出したと評された。次作となる漫画『奥田民生になりたいボーイ 出会う男すべて狂わせるガール』は2017年秋にて映画化された（出演：妻夫木聡、水原希子、監督：大根仁）。2019年には同じく漫画『デザイナー 渋井直人の休日』がテレビドラマ化されている（主演：光石研）。

## 著書

### 書籍
- relax library_006 『RELAX BOY』(マガジンハウス、2002年）
- 『直角主義』（新書館、2011年）ISBN 978-4-403-22063-0
- 渋谷直角のまんが『カフェでよくかかっているJ-POPのボサノヴァカバーを歌う女の一生』（2012年）
- 渋谷直角のまんが『空の写真とバンプオブチキンの歌詞ばかりアップするブロガーの恋』（2012年）
- SPBS ZINEレーベル「Made in Shibuya」シリーズ第4弾『チョッちゃんジャーナル』（2013年）
- 『カフェでよくかかっているJ-POPのボサノヴァカバーを歌う女の一生』（扶桑社、2013年7月30日）ISBN 978-4-594-06870-7
- 『RELAX BOY』（小学館クリエイティブ、2013年12月9日）ISBN 978-4-7780-3507-5
- 『奥田民生になりたいボーイ 出会う男すべて狂わせるガール』（扶桑社、2015年7月23日）ISBN 978-4-594-07288-9
- 『ゴリラはいつもオーバーオール』（幻冬舎文庫、2016年4月12日）ISBN 978-4-344-42465-4
- 『奥田民生になりたいボーイ 出会う男すべて狂わせるガール 完全版』（扶桑社、2017年6月30日）ISBN 978-4-594-07745-7
- 『コラムの王子さま』（文藝春秋、2017年8月30日）ISBN 978-4-16-390709-3
- 『デザイナー 渋井直人の休日』（宝島社、2017年9月8日）ISBN 978-4-8002-7478-6
- 『さよならアメリカ』（扶桑社、2019年3月20日）ISBN 978-4-594-08176-8
- 『世界の夜は僕のもの』（扶桑社、2021年9月29日）ISBN 978-4-594-08954-2
- 『サテン de サザン』（『ビッグコミックオリジナル』2023年9号[5] - 2023年19号[6]、2024年13号[7] - 2024年19号[8]、2025年10号[9] - 2025年16号[10]、既刊2巻）※休載中[10]
  1. 2024年5月30日発売[11][12]、ISBN 978-4-09-862852-0
  2. 2024年12月26日発売[13]、ISBN 978-4-09-863138-4

## 共著・編著
- 『a girl like you 君になりたい。』（佐内正史写真、渋谷直角著、マガジンハウス、2005年）ISBN 9784838716111
- 『へっポコ！』（石川勝也との共著、角川グループパブリッシング、2008年）ISBN 9784047250093
- 『定本コロコロ爆伝!! 1977-2009 〜 「コロコロコミック」全史』（渋谷直角編、飛鳥新社、2009年）ISBN 9784870319141
- 『【マンガ訳】太宰治』（岡田屋著、鉄蔵著、うめ著、マキヒロチ著、旅井とり著、羽生生純著、坂井恵理著、あさのゆきこ著、サダカネアイコ著、渋谷直角著、実業之日本社、2013年12月12日）ISBN 9784408612805

## 連載

### 雑誌等
- 『SPA!』（扶桑社）
- 『ケトル』（太田出版）
- 『食べようび』(オレンジページ）
- 『Hanako FOR MEN』(マガジンハウス）
- 『EYESCREAM』(スペースシャワーネットワーク）
- 『LARME』(徳間書店）
- 『GINZA』(マガジンハウス）
- 『CREA』(文藝春秋）
- 『Zipper』(祥伝社）
- 『Them magazine』(Righters)

### Web等
- 『フイナム』（ライノ）
- 『コロカル』（マガジンハウス）

## その他作品
- SICKS 〜みんながみんな、何かの病気〜（2015年10月 - 、テレビ東京）- 番組タイトルロゴ[14]

## 映像化作品
- 奥田民生になりたいボーイと出会う男すべて狂わせるガール（2017年公開） - 『奥田民生になりたいボーイ 出会う男すべて狂わせるガール』の映画化。監督・大根仁[15]。
- デザイナー 渋井直人の休日（2019年放送） - 『デザイナー 渋井直人の休日』のテレビドラマ化。テレビ東京木ドラ25枠で放送。